# Giv‘ot Goral
Giv‘ot Goral (hebreiska: גבעות גורל, Giv’ot Goral) är kullar i Israel.   De ligger i distriktet Södra distriktet, i den centrala delen av landet.